# Forces armées cubaines
Pour les articles homonymes, voir Forces Armées Révolutionnaires.
Les forces armées cubaines, officiellement Forces armées révolutionnaires (en espagnol : Fuerzas Armadas Revolucionarias) sont divisées en une armée de terre (« Armée révolutionnaire », en espagnol : Ejército Revolucionario), une armée de l'air (« Defensa Anti-Aérea y Fuerza Aérea Revolucionaria ») et une marine de guerre (« Marina de Guerra Revolucionaria »), auxquelles s'ajoutent des milices paramilitaires (« Milicias de Tropas Territoriales »– MTT), l'Armée des Jeunes Travailleurs (« Ejército Juvenil del Trabajo »– EJT) et les Brigades de Production et de Défense (« Brigadas de Producción y Defensa »– BPD), ainsi que l'organisation de Défense Civile (« Defensa Civil de Cuba »– DCC) et l'Institut Nationale des Réserves (« Instituto Nacional de las Reservas Estatales »– INRE). Tous ces groupes sont subordonnés au ministère des Forces armées révolutionnaires (« Ministerio de las Fuerzas Armadas Revolucionarias »– MINFAR).
L'armée est depuis longtemps l'institution la plus puissante de Cuba. Les FAR génèrent de nombreuses entreprises dans des secteurs économiques clés qui représentent environ 4 % de l’économie cubaine,. Ces sociétés sont gérées par la société holding Grupo de Administração Empresarial S.A. (GAESA), qui dépend du ministère des Forces armées révolutionnaires (MINFAR). Les FAR ont également servi de base à l’ancien premier secrétaire du Parti communiste cubain, ainsi qu’à l’ancien président cubain, Raúl Castro. Dans de nombreux discours, Raúl Castro a souligné le rôle des forces armées en tant que « partenaires du peuple ».

## Histoire
En 1958, le régime de Fulgencio Batista entretient une armée forte de 40 000 hommes. Les forces armées révolutionnaires sont fondées au lendemain de la révolution cubaine. Dès son entrée à La Havane, en janvier 1959, Fidel Castro commande à l'étranger 50 000 fusils et mitrailleuses. En 1960 l'armée cubaine comporte, selon une estimation du New York Times, 240 000 militaires. En 1961, Jacques Grignon Dumoulin du Monde Diplomatique évoque dans un article : « la plus grande force armée d'Amérique latine ». Le service militaire devient obligatoire à partir de 1963.
Les États-Unis instaurent un embargo sur les armes, conduisant Cuba à chercher à s'équiper auprès des États européens. Ces derniers subissent des pressions de la part du gouvernement américain  afin qu'ils ne livrent pas l’armement commandé, même si celui-ci avait déjà été payé par l’État cubain avant le renversement de Fulgencio Batista.
Le pays reçoit par la suite d'importantes aides militaires et financières de la part de l'URSS afin de développer son armée.
En juillet 1959, le commandant en chef de l'armée de l'air cubaine, Pedro Luis Díaz Lanz, s'enfuit de Cuba et se réfugie aux États-Unis. Il témoigne devant le Sénat américain concernant « l'infiltration communiste dans tous les rouages de l'État cubain » dont l'armée et la police.
En 1961, elle participe à la défense de Cuba lors du débarquement de la baie des Cochons contre des exilés cubains anti-communistes soutenus par la CIA. En 1963, un contingent de 686 hommes, avec aviation, blindés, et artillerie, est dépêché en Algérie pendant la guerre des Sables.
Dans les années 1960, les forces armées cubaines assurent l'encadrement des Unités militaires d'aide à la production.
En 1965, à la demande de Ahmed Sékou Touré, Fidel Castro envoie des militaires en Guinée pour assurer un rôle de police et de protection du président Sékou Touré.
Dans les années 1970, si la menace d'une invasion américaine s'est éloignée, Cuba reste contrainte de maintenir ses forces armées à un niveau élevé, ne pouvant se permettre de relâcher la surveillance des côtes où débarquent régulièrement des commandos de saboteurs. Le développement économique est ainsi entravé par la mobilisation pour la défense nationale d'hommes et de ressources qui pourraient être utilement employés dans l'agriculture ou dans l'industrie.
Elle s'engage par la suite fortement à son niveau du côté de l'Armée soviétique dans divers conflits en Afrique tels que la guerre civile angolaise (jusqu’à 50 000 militaires dans ce pays dont 4 300 mourront), en Érythrée et en Éthiopie.
1 500 soldats cubains auraient également participé du côté des forces arabes contre Tsahal lors de la guerre du Kippour en 1973. En 1983, 24 soldats cubains trouvent la mort lors de l'invasion de la Grenade par les forces armées des États-Unis qui visait à renverser le gouvernement grenadin communiste.

## Équipement

### Armée de terre

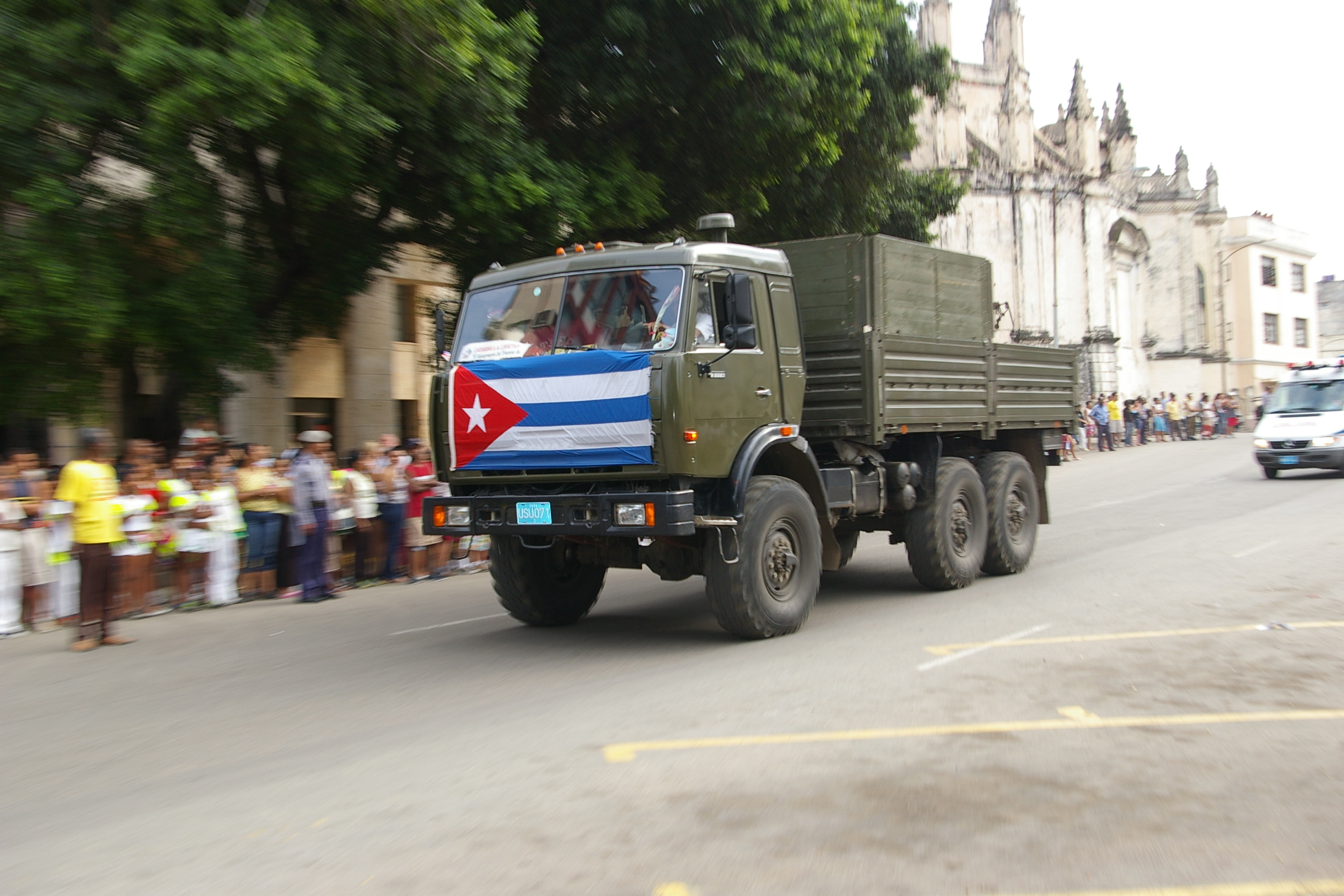
Camion militaire logistique KamAZ de l'armée cubaine lors du de la révolution cubaine en 2009.

L'essentiel du matériel cubain date de la guerre froide. L'infanterie est équipée de Makarov PM,d'AKM-59 (un dérivé du classique et célèbre fusil d'assaut AK-47), de RPK, PKM, SKS, SVD, RPG-7 et également de SPG-9.
Le T-55 reste le blindé le plus utilisé par l'armée cubaine, soit en tant que char d'assaut, soit en tant qu'artillerie automotrice (plus de 1 200 exemplaires en stock), auxquels s'ajoutent le BMP-1 (400 exemplaires), le BRDM-1 (50 exemplaires), le BRDM-2 (100 exemplaires), le ZSU-23-4 (36 exemplaires), le PT-76 (50 exemplaires) et le T-62 (380 exemplaires).
Depuis la chute de l'URSS, Cuba souhaite acquérir du matériel auprès du Venezuela et de la Russie post-communiste en signant divers contrats. Elle acquiert également des missiles balistiques Hwasong-5 auprès de la Corée du Nord.
Les effectifs de l'armée cubaine sont de 85 000 hommes selon une estimation en 2011, toutes branches confondues. Par ailleurs, une étude publiée en 2006 affirme que 3,8 % du PIB est réservé aux forces armées. Le taux de disponibilité des matériels depuis la fin du soutien soviétique est très bas.

### Armée de l'air

Cocarde de l'armée de l'air cubaine.

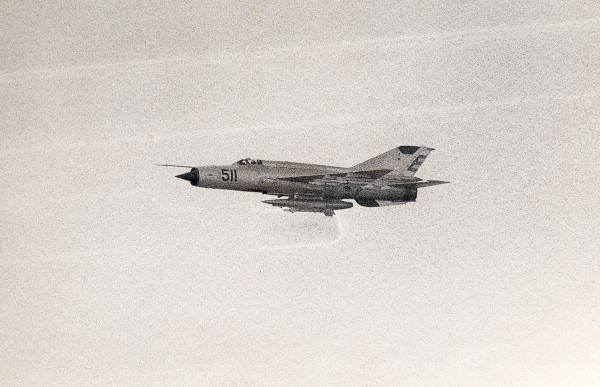
MiG-21 au-dessus du détroit de Floride.

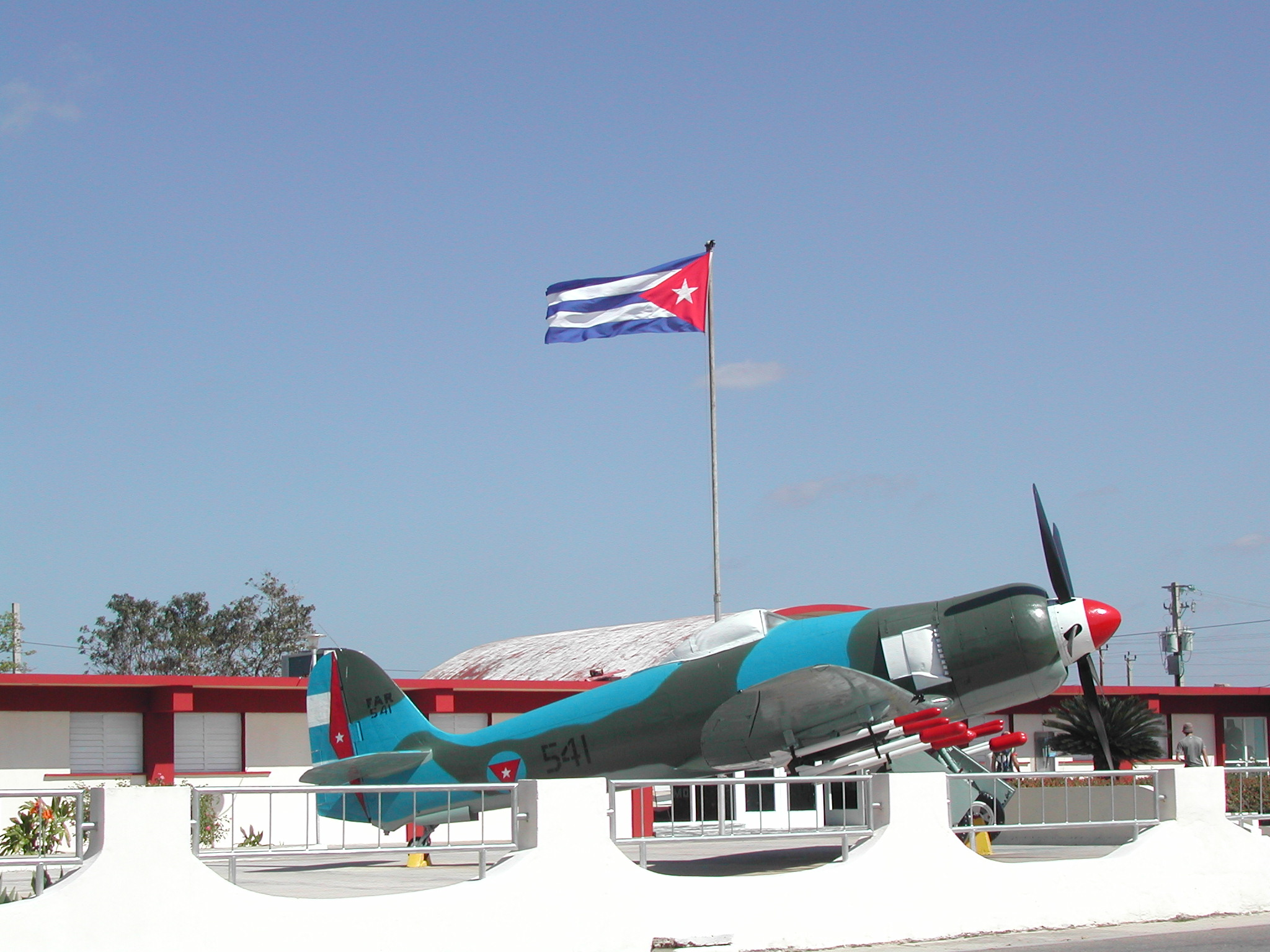
Hawker Sea Fury exposé au Musée de l'intervention à Playa Girón.

L'armée de l'air cubaine (Defensa Anti-Aérea Y Fuerza Aérea Revolucionaria) est principalement équipée d'aéronefs soviétiques produits par la firme Mikoyan-Gourevitch. Bien qu'il n'y ait peu d'informations concernant celle-ci, un coup d'œil sur Google Earth aux coordonnées 22*52'28.40" N 82*30'26.04" W permet de voir ce qui semble être 8 MiG-21, 19 MiG-23, 2 MiG-29 et 1 Mi-8 à la base aérienne de San Antonio de los Baños située au sud-ouest de La Havane.
| Aéronef                          | Origine          | Type                               | Version                       | Total livres    | Total en service |
| Avion de combat                  | Avion de combat  | Avion de combat                    | Avion de combat               | Avion de combat | Avion de combat  |
| -------------------------------- | ---------------- | ---------------------------------- | ----------------------------- | --------------- | ---------------- |
| Mikoyan-Gourevich MiG-21 Fishbed | Union soviétique | chasseur                           | MiG-21MF MiG-21UM             | 6010            | 75               |
| Mikoyan-Gourevich MiG-23 Flogger | Union soviétique | chasseur multi-rôles               | MiG-23MF/MS MiG-23ML MiG-23UB | 215             | 19212            |
| Mikoyan-Gourevich MiG-29 Fulcrum | Union soviétique | chasseur multi-rôles               | MiG-29BMiG-29UB               | 142             | 51               |
| Mil Mi-8 Hip                     | Union soviétique | hélicoptère de transport/d'attaque | Mi-8TMi-8TKV                  | 20              | 67               |
| Mil Mi-17 Hip-H                  | Russie           | hélicoptère de transport/d'attaque | Mi-17                         | 16              | 8                |
| Mil Mi-24 Hind                   | Union soviétique | hélicoptère d'attaque              | Mi-24D                        | 20              | 17               |
| Antonov An-24 Coke               | Union soviétique | avion-cargo                        | An-24                         | 20              | 4                |
| Antonov An-26 Curl               | Union soviétique | avion-cargo                        | An-26                         | 17              | 3                |
| Yakovlev Yak-40 Codling          | Union soviétique | transport de VIP                   | Yak-40                        | 8               | 3                |
| Iliouchine Il-62                 | Union soviétique | transport de VIP                   | Il-62                         | 1               | 1                |
| Iliouchine Il-96                 | Russie           | transport de VIP                   | Il-96                         | 3               | 3                |
| Aero L-39 Albatros               | Tchécoslovaquie  | avion d'attaque                    | L-39C                         | 30              | 8                |
| Zlín Z-326                       | Tchécoslovaquie  | avion d'entraînement               | Z-326T                        | 60              | 20               |

### Marine de guerre

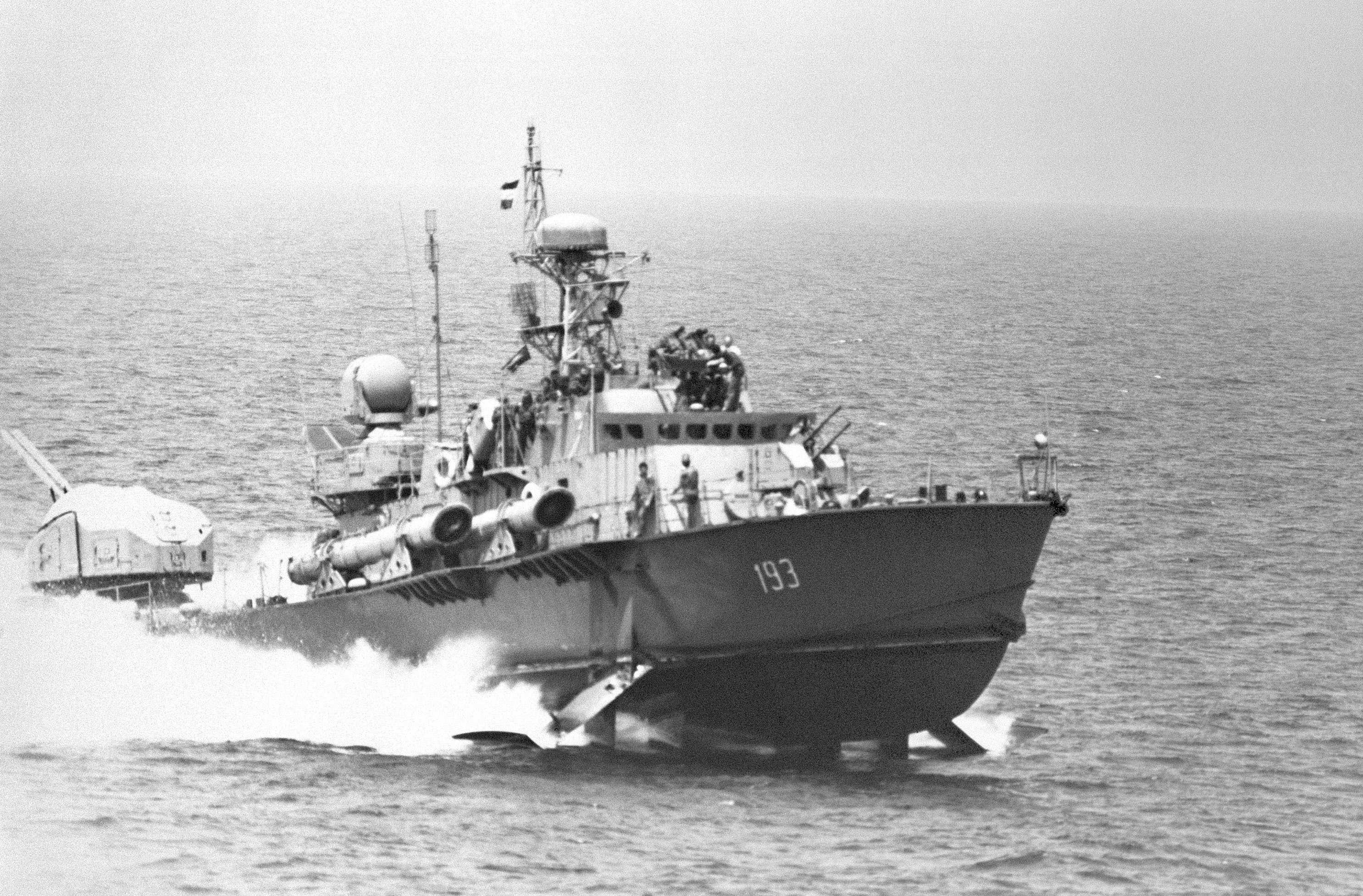
Patrouilleur de classe Turya de la marine cubaine en 1984.

La marine de guerre cubaine participe au théâtre américain de la Seconde Guerre mondiale, lorsqu'un de ses patrouilleurs (le CS-13) coule le U-176 dans le golfe du Mexique le 15 mai 1943.
Après la révolution, elle devient la Marina de Guerra Revolucionaria. En 1984, elle dispose de 9 000 hommes dont un millier de fusiliers marins. Ces navires de combat sont :
- 3 sous-marins de la classe Foxtrot transférés en février 1979, janvier 1980 et février 1984 ;
- 2 frégates de la classe Koni transférés en septembre 1981 et février 1984 ;
- 15 patrouilleurs divers ;
- 13 patrouilleurs lance-missiles classe Osa II transférés entre 1977 et 1982 ;
- 5 Osa I transférés entre 1972 et 1973 ;
- 6 torpilleurs classe P-6 transférés en 1962 ;
- 12 torpilleurs classe P-4 transférés en 1962 et 1964 ;
- 9 hydroptères classe Turya transférés entre 1979 et 1983.

En 2011, son effectif est de 2 000 hommes dont 500 fusiliers marines. Elle se compose a cette date d'une vingtaine de navires, principalement des patrouilleurs dont 7 de classe Osa II et ses plus gros bâtiments sont deux chalutiers de haute-mer espagnols de 3 200 t convertis en frégates de la classe Rio Damuji (en). Les sous-marins Foxtrot ont été réformés . En 2020, elle dispose entre autres d'un sous-marin de poche de 21 m de long et de 100 tonnes de classe Delphin et de petits bateaux de conception locale.
Une corvette Classe Pauk, navire de patrouille côtière avec un canon de 76mm, 4 tubes de torpilles anti-sous-marins, 2 lanceurs de roquettes anti-sous-marins commissionné en 1990.
Un Navire collecteur de renseignements.

## Économie
Pour l'historienne Jeannine Verdès-Leroux, Fidel Castro utilisa des ressources financières importantes pour construire une force armée capable de soutenir sa volonté de jouer un rôle international de premier plan. Ces financements « eussent sans aucun doute été utiles à l'île dont la misère est toujours imputée au seul impérialisme américain ».
L'industrie touristique cubaine est sous la coupe de  l'armée à travers la gestion de « compagnies aériennes, hôtels, restaurants, marinas, agences de location de véhicules ou grands magasins ». Le conglomérat touristique Gaviota fait partie du Gaesa, dont le président en 2017 est le colonel Luis Alberto Rodríguez López-Calleja, par ailleurs ancien gendre de Raúl Castro.

## Politique

### Participation au régime castriste
Du 16 au 19 avril 2021 se tient le VIIIe congrès. Le président Miguel Diaz-Canel remplace Raúl Castro comme premier secrétaire du Comité central du Parti. Le Bureau politique, plus haute instance du Parti, comprend 14 membres. Quatre sont des militaires en fonction ou à la retraite: Álvaro López Miera est ministre des armées, Lazaro Alvarez est ministre de l'Intérieur, Luis Alberto Rodríguez López-Calleja dirige le groupe d'entreprises de l'armée Gaesa et enfin José Ricardo Guerra, secrétaire du Conseil des ministres,,.

### Purges
Le commandant Huber Matos, une des principales figures de la révolution cubaine, s'oppose à l'orientation qu'il juge « trop communiste » du gouvernement et démissionne de l'armée. Arrêté le 21 octobre 1959, il est jugé avec les officiers qui lui sont restés fidèles et condamné à 20 ans de prison pour trahison et sédition, une sentence qu'il purgera au jour près, avant d'être libéré le 21 octobre 1979. De même le commandant Eloy Gutiérrez Menoyo s'oppose aux orientations pro-communistes de Fidel Castro et entre en dissidence. Il devient membre de l'organisation anticastriste Alpha 66 et rejoint la rébellion de l'Escambray en 1964. Arrêté il est condamné à mort, peine commuée en 30 ans de prison.
Arnaldo Ochoa Sánchez, ex-commandant du corps expéditionnaire cubain en Angola et héros de la Révolution, est arrêté le 12 juin 1989 avec plusieurs de ses officiers. Accusé de corruption et de trafic de drogue, il est condamné à mort et fusillé le 13 juillet, à la suite d'un procès très médiatisé. De nombreuses personnes ont évoqué la possibilité que ce procès ne soit qu'un coup monté par Fidel Castro, pour se débarrasser d'un général devenu trop encombrant.